# Vanderlei Eustáquio de Oliveira
Vanderlei Eustáquio de Oliveira, mais conhecido como Palhinha (Belo Horizonte, 11 de junho de 1950 — Belo Horizonte, 17 de julho de 2023), foi um treinador e futebolista brasileiro que atuou como ponta-de-lança e centroavante.
Marcou seu nome na história do futebol mineiro, pois jogou nos três grandes clubes do estado. É um dos grandes artilheiros da história do Mineirão, com 113 gols. Seus pés estão imortalizados na "Calçada da Fama" do estádio.

## Carreira

### Cruzeiro
Palhinha começou sua carreira na região do Barreiro, em Belo Horizonte, aos 10 anos. Foi descoberto pelo treinador, Lincoln Alves, do futebol de salão do Cruzeiro, aos 14 anos, onde passou a jogar como ala esquerdo. No ano seguinte, foi jogar no juvenil de campo e aos 18 anos, estreou nos profissionais. Achava complicado disputar posição com fenômenos do futebol como Dirceu Lopes, Tostão e Evaldo. Foi, na época, um reserva de luxo, um tapa-buraco do time.
Após a venda de Tostão para o Vasco da Gama, em 1972, passou a ser o titular do time. Conciliava a velocidade com a inteligência. Era um artilheiro, que a base de valentia, furava as defesas adversárias.
Destacou-se pelo Cruzeiro na campanha do título da Taça Libertadores da América de 1976, quando marcou 13 gols em 10 partidas, tornando-se até hoje o segundo maior artilheiro brasileiro em uma só Libertadores perdendo apenas para Luizão quando marcou 15 gols em 11 jogos pelo Corinthians no ano 2000.
Palhinha encerrou sua passagem pelo Cruzeiro com 434 jogos disputados (nono com mais partidas), e sendo o sétimo maior artilheiro da história do clube, com 145 gols.

### Corinthians
Em 1977, foi vendido ao Corinthians por 1 milhão de dólares na maior transação do futebol brasileiro na época.
Palhinha deixou o Timão no fim de 1980, ele disputou 148 jogos com a camisa corinthiana e marcou 44 gols. Palhinha anotou um dos tentos na primeira partida da final do Paulistão de 1977. Em que a equipe acabou com um jejum de quase 23 anos sem grandes conquistas. Além do histórico título, ele ainda foi campeão paulista também de 1979.

### Atlético Mineiro
Em 1980, defendeu o Atlético Mineiro que tinha um grande time formado por João Leite, Reinaldo, Cerezo, Chicão, Éder, entre outros craques! Foi Tricampeão Mineiro, Campeão do tradicional Torneio de Málaga (Troféu Costa Del Sol) e Vice-Campeão Brasileiro numa polêmica e disputada final contra o Flamengo.
Palhinha encerrou sua passagem pelo Galo ao fim de 1981. Ele marcou 27 gols em 77 partidas.

### Santos
Palhinha saiu do Atlético Mineiro e foi contratado pelo Santos, por onde disputou apenas 11 partidas.

### Vasco da Gama
Palhinha teve uma rápida passagem pelo Vasco da Gama, porém ele fez parte do elenco do  que conquistou o Campeonato Estadual em 1982, batendo o Flamengo na decisão. O Rubro-Negro era um rival que Palhinha se sentia confortável em enfrentar.

### Retorno ao Cruzeiro
Palhinha voltou ao Cruzeiro, onde jogou em 1983 e ficou até 1984. Ele ainda conquistou seu último Campeonato Mineiro pelo clube, em 1984. Palhinha jogou 457 partidas e anotou 156 gols pelo clube em suas duas passagens.

### América
Quando encerrou a carreira de jogador de futebol em 1985, numa rápida passagem pelo América-MG, passou a ser técnico do time e iniciar esta nova carreira.

## Técnico de Futebol
Como técnico do Cruzeiro dirigiu o time em 20 jogos, em 1994. Ele ainda dirigiu Atlético Mineiro, Rio Branco de Andradas, Corinthians, União São João, Ferroviária, Inter de Limeira, Cruzeiro e o Villa Nova-MG e o Al-Tai seu último trabalho no treinador em 2002.

## Seleção Brasileira
Palhinha estreou na Seleção Brasileira em 27 de maio de 1973, na vitória da Seleção Brasileira por 5 a 0 sobre a Seleção Boliviana, tendo sido convocado outras vezes ao longo dos anos.
Na seleção brasileira, não teve o mesmo brilho dos clubes, contudo marcou seis gols no período de seis anos em que foi convocado. Ele fez 16 duelos no total, esteve presente no time que perdeu a semifinal da Copa América de 1979, para o Paraguai.

## Morte
Morreu em 17 de julho de 2023, em um hospital de Belo Horizonte, onde estava internado, por conta de uma infecção.

## Títulos

### Como jogador
Cruzeiro
- Taça Libertadores da América: 1976
- Campeonato Mineiro: 1968, 1969, 1972, 1973, 1974, 1975, 1976 e 1984
- Torneio de Djacarta (IND): 1972
- Torneio Hong Kong (CHI): 1972
- Taça Miller (EUA): 1972
- Torneio Tailândia (THA): 1972
- Torneio do Governador (BA): 1971
- Torneio 11 de outubro  (PAN): 1971
- Torneio Triangular de Caracas (VEN): 1970
- Torneio José Guilherme (BRA): 1970

Corinthians
- Campeonato Paulista: 1977 e 1979
- Taça Governador Do Estado SP: 1977

Atlético Mineiro
- Campeonato Mineiro: 1980
- Torneio da Costa do Sol: 1980

Vasco da Gama
- Campeonato Carioca: 1982

### Futebol de salão
Cruzeiro
- Campeão da Cidade Infantil de Futebol de Salão: 1965 (Marcou 10 gols em 10 jogos)

## Prêmios
- Bola de Prata da Revista Placar em 1975 pelo Cruzeiro.